# Hereas
Hereas (en griego Heráia), eran unas fiestas anuales celebradas en las ciudades de Argos, Samos, Egina y otras regiones de Grecia, en honor a la diosa Hera.
En estos festejos se realizaba una procesión, con una sacerdotisa montada en un carro tirado por bueyes, hasta el santuario de la diosa. Luego tenía lugar un sacrificio y se celebraban juegos cuyo premio consistía en un escudo de bronce.